# Казмеричи
Казмеричи (на сръбски: Казмерићи) е село в Босна и Херцеговина, разположено в община Соколац, в ентитета на Република Сръбска. Намира се на 799 метра надморска височина. Населението му според преброяването през 2013 г. е 5 души, от тях: 5 (100 %) бошняци.

## Население
Численост на населението според преброяванията през годините:
- 1961 – 51 души
- 1971 – 44 души
- 1981 – 37 души
- 1991 – 23 души
- 2013 – 5 души